# کوزولتو
کوزولتو (به ایتالیایی: Cosoleto) یک کومونه در ایتالیا است که در استان رجو کالابریا واقع شده‌است.

## خصوصیات
کوزولتو ۳۳٫۸ کیلومترمربع مساحت و ۱٬۰۰۶ نفر جمعیت دارد.